# Bactrocera ochromarginis
Bactrocera ochromarginis är en tvåvingeart som först beskrevs av Drew 1971.  Bactrocera ochromarginis ingår i släktet Bactrocera och familjen borrflugor. Inga underarter finns listade.